# Chandler Kinney
Chandler Kinney (Sacramento, 3 agosto 2000) è un'attrice, doppiatrice e produttrice televisiva statunitense.

## Biografia
Nata a Sacramento, in California, si è successivamente trasferita al sud di Los Angeles insieme alla madre e ai due fratelli maggiori.
Ha frequentato la Oak Park Independent School, diplomandosi nel 2018, e sta proseguendo la sua formazione alla UCLA (Università della California a Los Angeles).

## Carriera
Chandler ha debuttato sul piccolo schermo all'età di tre anni in varie pubblicità. La svolta nella sua carriera professionale da attrice avvenne all'età di dodici anni, debuttando sul grande schermo nel film Battlefield America, diretto da Chris Stokes e distribuito nelle sale statunitensi nel 2012. Ha proseguito poi con ruoli minori in serie televisive come American Horror Story e 90210.
Nel 2020 viene ingaggiata dalla Disney per il ruolo di Willa in Zombies 2, dopo verrà confermata la sua presenza anche nel sequel, Zombies 3.
La svolta nella sua carriera avviene nel luglio del 2021, quando viene scritturata per la serie Pretty Little Liars: Original Sin, sequel dell'omonima serie madre. La serie è stata rinnovata poi per una seconda stagione con un cambio di titolo, Pretty Little Liars: Summer School, ma con lo stesso cast.

## Filmografia

### Attrice

#### Cinema
- Battlefield America, regia di Chris Stokes (2012)

#### Televisione
- American Horror Story – serie TV, episodio 2x13 (2013)
- 90210 – serie TV, episodio 5x20 (2013)
- Company Town, regia di Taylor Hackford – film TV (2013)
- I fantasmi di casa Hathaway (The Haunted Hathaways) - serie TV, 6 episodi (2014)
- GORTIMER GIBBON - La vita a Normal Street (Gortimer Gibbon's Life on Normal Street) – serie TV, 22 episodi (2014-2016)
- Girls Meets World – serie TV, episodio 2x21 (2015)
- Lethal Weapon –  serie TV, 30 episodi (2016-2019)
- K.C. Agente Segreto (K.C. Undercover) – serie TV, 2 episodi (2017)
- Zombies 2, regia di Paul Hoen – film TV (2020)
- Zombies 3, regia di Paul Hoen – film TV (2022)
- Pretty Little Liars: Original Sin – serie TV, 10 episodi (2022-2024)

#### Videoclip musicali
- The New Kid in Town di Baby Ariel, regia di Quinn Wilson (2020)
- Impress di Meg Donnelly (2020)
- We Own the Summer di Milo Manheim (2020)
- Telling Myself di Joshua Bassett, regia di Audrey Ellis Fox (2021)

### Doppiatrice

#### Televisione
- ZOMBIES: Addison's Moonstone Mystery – serie TV, 8 episodi (2020)
- The Ghost and Molly McGee – serie TV, episodio 1x02 (2021)
- ZOMBIES: Addison's Monster Mystery – miniserie TV, 6 episodi (2021)
- Robot Chicken – serie TV, episodio 11x15 (2022)

### Produttrice

#### Cortometraggi
- Unseen, regia di Elizabeth Blake-Thomas (2019)

## Riconoscimenti
Young Entertainer Awards
- 2016 – Candidatura alla miglior giovane attrice di supporto in una serie televisiva per Gortimer Gibbon's Life on Normal Street

## Doppiatrici italiane
Nelle versioni in italiano delle opere in cui ha recitato, Chandler Kinney è stata doppiata da:
- Giulia Tarquini[11] in K.C. Agente Segreto[12]
- Emanuela Ionica[13] in Lethal Weapon[14]
- Ludovica Bebi[15] in Zombies 2[16]